# Шилов, Олег Павлович
Олег Павлович Шилов (род. 6 сентября 1972, Атяшевский район, Мордовская АССР, РСФСР, СССР) — российский государственный деятель; начальник УМВД России по Амурской области (с 2022), генерал-майор полиции.

## Биография
Олег Шилов родился 6 сентября 1972 года в Атяшевском районе Мордовской АССР.
В 1994 году завершил обучение в Мордовском ордена дружбы народов госуниверситете имени Н. П. Огарева, получил специальность «историк». В 1999 году получил диплом юриста, окончив обучение в Мордовском государственному университете имени Н. П. Огарева.
В органы внутренних дел был трудоустроен в июле 1994 года. Поступил на службу в отдел внутренних дел по Атяшевскому району Республики Мордовия. До 2008 год в этом отделе работал на различных должностях оперативных подразделений.
В сентябре 2008 года был назначен на должность начальника отдела внутренних дел по Чамзинскому муниципальному району Мордовии.
В марте 2013 года переведён на работу начальником отдела внутренних дел по Рузаевскому муниципальному району Республики Мордовия.
В ноябре 2014 года переведён в управление МВД по Республике Мордовия. Назначен на должность начальника управления организации общественного порядка и взаимодействия с органами исполнительной власти субъектов Российской Федерации и органами местного самоуправления.
24 сентября 2015 года был переведён на должность заместителя начальника полиции по оперативной работе управления МВД по Республике Мордовия.
С марта 2019 года по июль 2022 года проходил службу занимая должность начальника полиции — заместителя Министра внутренних дел по Республике Мордовия.
29 июля 2022 года Указом Президента Российской Федерации полковник полиции Олег Павлович Шилов был назначен на должность начальника УМВД России по Амурской области.

## Награды
Награжден ведомственными наградами:
- медаль «За отличие в службе» всех трёх степеней,
- медалью МВД России «За доблесть в службе»,
- медалью «И. Д. Путилина»,
- медалью «За отличие в охране общественного порядка»,
- «Заслуженный работник МВД по Республике Мордовия»,
- наградной пистолет Макарова.

Олег Шилов имеет квалификационное звание «Мастер».